# Paul Dolden
 (juillet 2023).
Si vous disposez d'ouvrages ou d'articles de référence ou si vous connaissez des sites web de qualité traitant du thème abordé ici, merci de compléter l'article en donnant les références utiles à sa vérifiabilité et en les liant à la section « Notes et références ».
Paul Dolden (23 janvier 1956, Ottawa, Canada) est un compositeur de musique électroacoustique résidant à Montréal, Canada.

## Biographie
(mars 2016).
Paul Dolden commence sa carrière à l'âge de 16 ans comme guitariste électrique, violoniste et violoncelliste professionnel. Inspiré par les possibilités créatives inhérentes aux techniques d'enregistrement, Paul Dolden se tourne vers des modes contemporains de production et de diffusion dans sa démarche artistique. À 29 ans, il remporte le premier d'une vingtaine de prix internationaux qui l'établissent comme compositeur. La musique de Dolden a reçu et continue de recevoir d'un large public, tant en Europe qu'en Amérique du Nord, un accueil enthousiaste.
Tout au long d'une carrière s'étendant sur plus de 25 ans, Paul Dolden a perfectionné une démarche artistique unique utilisant la technologie audio comme plate-forme pour lancer ou capturer des performances musicales autrement insaisissables. De cette façon, il fait de son ordinateur un orchestre virtuel qu'il manipule avec autant de sensibilité que s'il s'agissait d'un orchestre traditionnel. Ses compositions sont caractérisées par une esthétique maximale dans laquelle des centaines d'enregistrements numériques de performances instrumentales et vocales sont combinées en couches multiples.
La musique de Paul Dolden a été décrite comme le «chaînon manquant» entre le jazz, le rock et le grand concert traditionnel. Certains critiques l'ont appelée «musique de l'ère informatique combinant bruit, complexité et beauté dans une quête de l'excès», d'autres d'«hypermodernisme apocalyptique».
Les premières œuvres employaient une approche unifiée de variations de timbres et d'harmonies. Sous l'influence du postmodernisme, Paul Dolden a par la suite inclus une juxtaposition et une surimposition de styles musicaux hétérogènes comme en témoignent les œuvres du Resonance Cycle (Cycle résonance, 1992-96). Travaillant toujours à se surpasser, Dolden a intensément poursuivi au cours des dernières années, dans le Twilight Cycle (Cycle de la nébuleuse crépusculaire), l'investigation des fruits défendus de la nouvelle musique contemporaine la mélodie et les rythmes de danses.

## Discographie
- 2017 : Histoires d'Histoire[2]
- Délires de plaisirs[3] (empreintes DIGITALes, IMED 0577, 2005)
- Seuil de silences (empreintes DIGITALes, IMED 0369, 2003)
- L'ivresse de la vitesse 2 (empreintes DIGITALes, IMED 0318, 2003)
- L'ivresse de la vitesse 1 (empreintes DIGITALes, IMED 0317, 2003)
- L'ivresse de la vitesse (empreintes DIGITALes, IMED 9917/18, 1999)
- L'ivresse de la vitesse (empreintes DIGITALes, IMED 9417/18, 1994)
- The Threshold of Deafening Silence (Tronia, TRD 0190, 1990)

## Liste d'œuvres
- Below the Walls of Jericho (1988-89)
- Beyond the Walls of Jericho (1991-92)
- Caught in an Octagon of Unaccustomed Light (1987-88)
- Dancing on the Walls of Jericho (1990)
- Entropic Twilights (1997-2002)
- The Frenzy of Banging on a Can (1997), piano, clarinette basse (clarinette si bémol), guitare électrique, vibraphone, violoncelle, contrebasse et bande
- The Gravity of Silence. Resonance #5 (1995), flûte et bande
- Gravity's Stillness. Resonance #6 (1996), violon (ou violon alto) et bande
- The Heart Tears for Saxes and Brass (1998), 4 saxes (soprano, alto, tenor, baritone), 4 trombones, 4 trumpets, and tape
- The Heart Tears itself Apart with the Power of its own Muscle. Resonance #3 (1995), 4 violons, 2 altos, 2 violoncelles, 2 contrebasses et bande
- In a Bed Where the Moon Was Sweating. Resonance #1 (1993), clarinette et bande
- In the Natural Doorway I Crouch (1986-87)
- L'ivresse de la vitesse (1992-93)
- Measured Opalescence (1988), piano, percussions et bande
- The Melting Voice Through Mazes Running (1984)
- Physics of Seduction. Invocation #1 (1991), guitare électrique et bande
- Physics of Seduction. Invocation #2 (1991), clavecin et bande
- Physics of Seduction. Invocation #3 (1992), violoncelle et bande
- Rave #1 (2005), trumpet, electric guitar, vibraphone, piano, acoustic or electric bass, and tape
- Resonant Twilight (1998), orchestra, and tape
- Revenge of the Repressed. Resonance #2 (1993), saxophone soprano et bande
- Twilight's Dance (2000)
- Veils (1984-85)
- The Vertigo of Ritualized Frenzy. Resonance #4 (1996), bois et/ou piano (ou accordéon) et bande